# 홍콩 3호 간선
홍콩 3호 간선(중국어: 三號幹線)은 중사이구의 사이잉푼과 윈롱구 윈롱을 사이에 둔 총 연장 27.4km의 거리를 가진 홍콩의 간선도로이다. 주요 경유지는 웨스트 가우룽과 쿠이충 그리고 칭이 등이 있다. 따라서 홍콩 도심에서 홍콩 국제공항까지 빠르게 접속할 수 있는 간선 도로망 중의 하나이기도 하나, 신제 일원의 교통 혼잡을 해소시키기 위해 건설된 프로젝트로 개발된 도로망이기도 하다. 그래서 홍콩 공항 핵심프로그램과도 연관이 있는 것으로 보이게 된다. 해당 도로망 중 웨스턴 하버 크로싱과 타이람 터널 등은 유료 구간으로 운영되고 있다.